# Automóvil presidencial

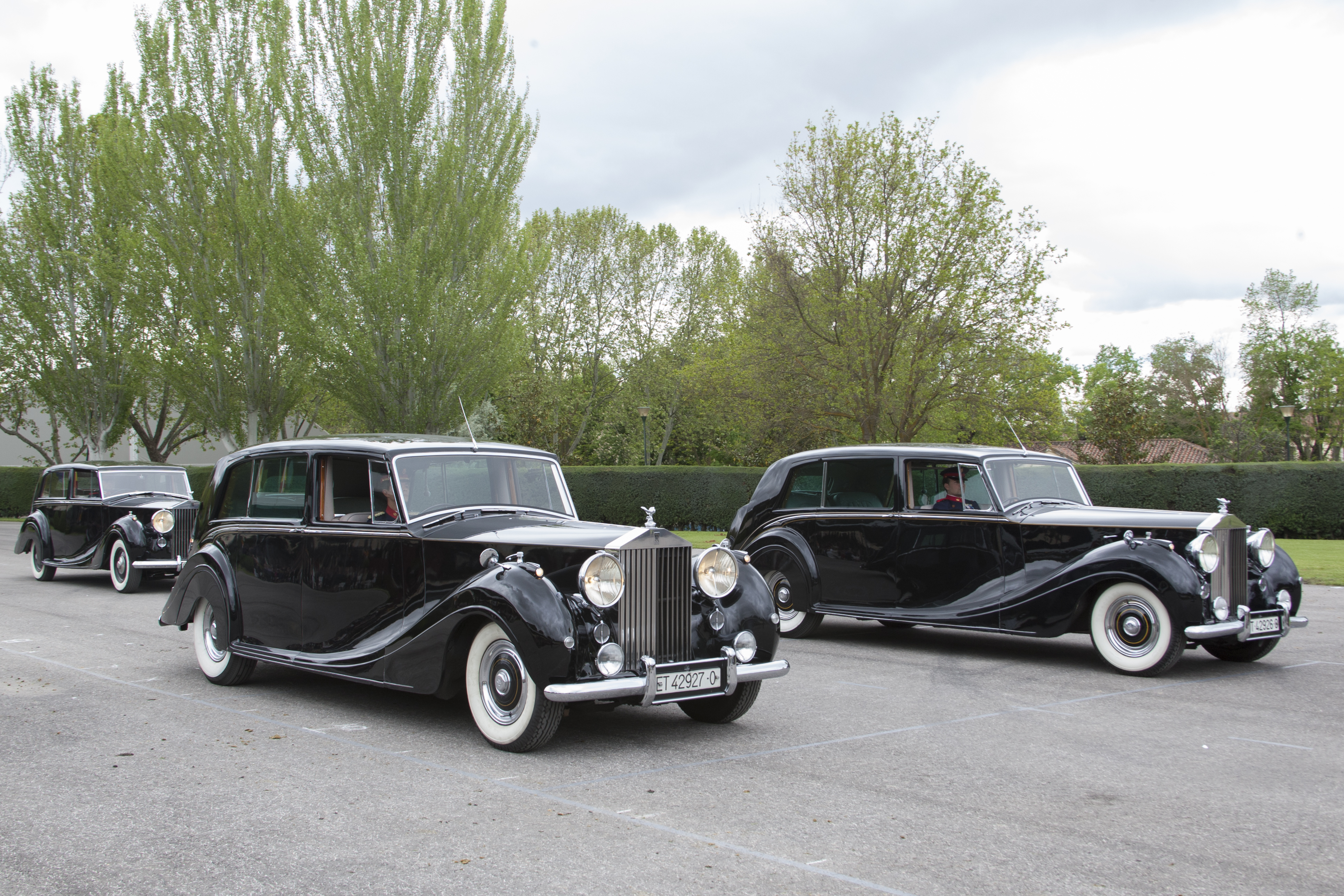
Limusinas Rolls-Royce Phantom IV, utilizadas tanto por el rey de España en determinados actos oficiales, como por aquellos jefes de Estado en visita de Estado a España.

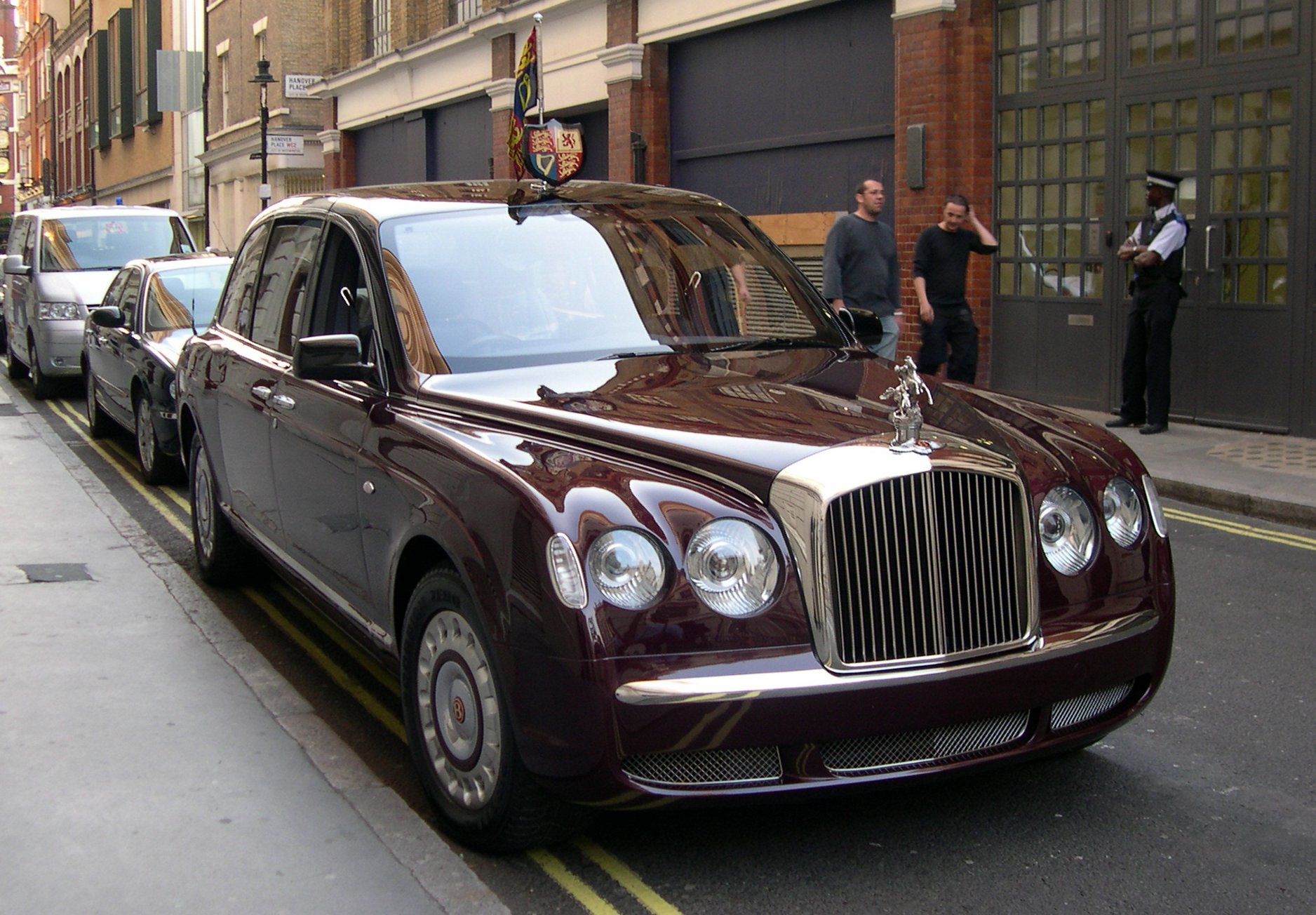
Limusina 'Bentley State' perteneciente a la corona británica, solo existen dos obsequiados a la reina Isabel II por motivo de su jubileo de oro, su propietario actual es el rey Carlos III.

Un automóvil presidencial o coche de Estado es aquel vehículo usado por el gobierno de un país para el transporte del jefe de Estado, ya sea un rey, un presidente u otro tipo de figura, dependiendo del país donde se use, aunque también pueden ser usados por miembros del gabinete de alto rango de un gobierno así como el personal de confianza del mismo. Normalmente se requiere que este vehículo tenga algunos aspectos de seguridad y distinción así como una capacitación para manejar situaciones de riesgo que tenga que enfrentarse el chofer y el equipo de seguridad, complementando con un blindaje normalmente de nivel antiterrorista, por lo general muchas características de este tipo son información clasificada para evitar sabotajes por parte de grupos subversivos también cumpliendo con una función de identificación del jefe de Estado. 
Corrientemente se escoge una limusina, SUV o algún automóvil ejecutivo. Los choferes de este tipo de vehículo reciben un entrenamiento adicional, pudiendo requerir experiencia militar o en situaciones de riesgo, complementándose con una escolta militar, un perímetro de seguridad o una estrategia de protección integral de parte de las fuerzas armadas del país de donde es el jefe de Estado, un ejemplo de esto es el automóvil presidencial de Estados Unidos en el cual para ser chofer de este se debe tener una completa experiencia previa y haber militado en el Servicio Secreto.
Los vehículos de este tipo suelen ser de producción local, permitiendo que la confianza pueda ser mutua al asegurar la buena calidad y el compromiso de la empresa con la del jefe de Estado. Estados Unidos utiliza un Cadillac, el primer ministro de Japón utiliza un Lexus, el monarca británico utiliza un Bentley, el presidente del Consejo de Ministros de Italia utiliza un Maserati y el presidente de Argentina utiliza un Audi A8. Así mismo algunos países se alternan entre los vehículos fabricados por cada uno de sus productores nacionales, y se considera un honor para un fabricante de automóviles a ser seleccionado para proporcionar un vehículo estatal para sus respectivos países.
Para los países sin fabricantes de automóviles insignias, un coche oficial del estado puede ser comprado a un fabricante adecuado en un país con fuertes lazos económicos y diplomáticos. Canadá utiliza exclusivamente los coches fabricados por alguna de las 3 grandes compañías automotrices de Detroit, muchos de los cuales se hacen en las fábricas canadienses. El Gobierno canadiense también posee acciones en General Motors y Chrysler después de su reestructuración en la recesión económica de 2008.